# Spruceanthus theobromae
Spruceanthus theobromae là một loài rêu tản thuộc họ Lejeuneaceae. Đây là loài đặc hữu của Ecuador. Môi trường sống tự nhiên của chúng là các đồn điền. Chúng hiện đang bị đe dọa vì mất môi trường sống. Spruceanthus theobromae gần đây có ở 16 điểm khác nhau (tất cả đều là các đồn điền cacao) dưới chân núi Andes ở Ecuador. Theo GS. TS. S. Robbert Gradstein thuộc Viện khoa học thực vật Albrecht von Haller, Spruceanthus theobromae, "hiện không được coi là nguy cấp nữa. Kautz & Gradstein 2001".